# Vuostojärvi
Vuostojärvi är en sjö i Finland. Den ligger i kommunen Enontekis i landskapet Lappland, i den norra delen av landet, 900 km norr om huvudstaden Helsingfors. Vuostojärvi ligger 334,7 meter över havet. Arean är 18,8 hektar och strandlinjen är 2,32 kilometer lång. Sjön  ingår i Kemi älvs huvudavrinningsområde.   Omgivningarna runt Vuostojärvi är i huvudsak ett öppet busklandskap.